# John Abbot
John Abbot (31 de maig/1 de juny del 1751, Londres - desembre/gener del 1840/41, comtat de Bulloch, Geòrgia, Estats Units) fou un entomòleg i ornitòleg anglo-estatunidenc.

## Resum biogràfic
Gran part de la seva vida segueix sent encara avui desconeguda. Era el primogènit de James Abbot i d'Ann Clousinger. El seu pare descobrirà aviat el seu interès pels insectes i l'art, i l'envia a estudiar dibuix i gravat al taller de Jacob Bonneau (1741-1786), on es descobreix el seu gran talent com a il·lustrador.
Treballa a l'estudi del seu pare del 1769 al 1773. Un grup de naturalistes dirigit per Dru Drury (1725-1804) i la Royal Society, contracta Abbot per anar a estudiar i recol·lectar espècimens per a la història natural de Virgínia.
Va estar a Virgínia des del 1773 al 1775 per després instal·lar-se a Geòrgia. Lluita com a voluntari a la revolució americana, just aquell any, el 1795, viu com a plantador; realitza nombroses il·lustracions d'ocells, més de 1.300, la major part conservades a la British Library o a la Universitat Harvard, la resta es troben escampades després d'una subhasta el 1980. Les seves descripcions estan influenciades per John Latham (17401837).
Els espècimens que recol·lecta els envia a la major part d'Europa i col·leccionistes de l'època, però després de perdre'n alguns per enviar-los per mar, degut a naufragis, es desesperança.
Confia la descripció de les seves il·lustracions a d'altres, així James Edward Smith (1799-1828) realitza per a ell, el 1797, The Natural History of the Rare Lepidopterous Insects of George Collected from Observations by John Abbot (deu volums i 104 planxes), aquests dibuixos són reproduïts per Boisduval (1799-1879) i John Lawrence LeConte (1825-1883) a la seva Histoire Générale et Iconographie des Lépidoptères et des Chenilles de l'Amérique septentrionale (1833), sense citar-ne, com a autor, a Abbot.

## Obra
- Amb James Edward Smith: The Natural History of the Rarer Lepidopterous Insects of Georgia Collected from Observations by John Abbot (1797).
- Dibuixos originals per a Jean Baptiste Alphonse Dechauffour de Boisduval i per a John Eatton LeConte: Histoire Générale et Iconographie des Lépidoptères et des Chenilles de l'Amérique septentrionale (1833).
- Dibuixos originals per a Charles Athanasie Walckenaer: Histoire naturelle des insectes aptères (1837-1847).

D'altres autors també empren els seus treballs en llurs obres:
- Supplement to the General synopsis of Birds (1787-1801), Index Ornithologicus (1790), General History of Birds (1821-1828) de John Latham.
- American Ornithology (1808-1814) d'Alexander Wilson (1766-1813).
- Sketch of the Botany of South-Carolina and Georgia (1821-1824) de Stephen Elliott (1771-1830).